# アドリアン・スタニレヴィッツ
アドリアン・スタニレヴィッツ（Adrian Stanilewicz、2000年2月22日 - ）は、ドイツ・ゾーリンゲン出身のサッカー選手。SCフォルトゥナ・ケルン所属。ポジションはMFまたはDF。

## 経歴
バイエル・レバークーゼンの下部組織出身。2018年12月13日、UEFAヨーロッパリーグAEKラルナカ戦で88分にルーカス・アラリオとの交代でトップチームデビューを果たした。
2020年8月7日、SVダルムシュタット98へ移籍することが発表された。UEFAヨーロッパリーグが終了後、フリー移籍で加入する。
2022年9月9日、SCフォルトゥナ・ケルンに移籍した。

## 人物
ドイツ生まれドイツ育ちで、U-17代表まではドイツを選択したが、U-20では両親の祖国であるポーランド代表を選んだ。